# Cebbala Ouled Asker
Cebbala Ouled Asker (arabe : السبالة) est une ville de l'ouest de la Tunisie située à une quinzaine de kilomètres à l'est de Sbeïtla et à plus de 200 kilomètres de Tunis.
Rattachée administrativement au gouvernorat de Sidi Bouzid, elle constitue une municipalité comptant 3 361 habitants en 2014 ; elle est aussi le centre d'une délégation.
Chaque année se déroule le festival de Cebbala qui attire les populations des alentours. La manifestation folklorique, qui dure quatre jours, se déroule en plein air et permet de faire monter sur scènes des groupes de chanteurs, danseurs et comédiens encore ignorés des Tunisiens.

## Économie
Située au cœur d'une région agricole qui vit principalement de l'agriculture (culture des oliviers et des amandiers) ainsi que de l'élevage de bovins, elle a connu une forte émigration intérieure et extérieure (vers la France en particulier), ce qui a permis au village de se développer grâce à des investissements (surtout dans le secteur agricole) et aux transferts monétaires.

## Enseignement
Cebbala Ouled Asker dispose de plusieurs établissements d'éducation se répartissant ainsi :
- un lycée secondaire ;
- un collège ;
- deux écoles primaires ;
- deux jardins d'enfants.

## Galerie

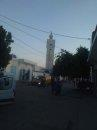
Grande mosquée de Cebbala Ouled Asker.
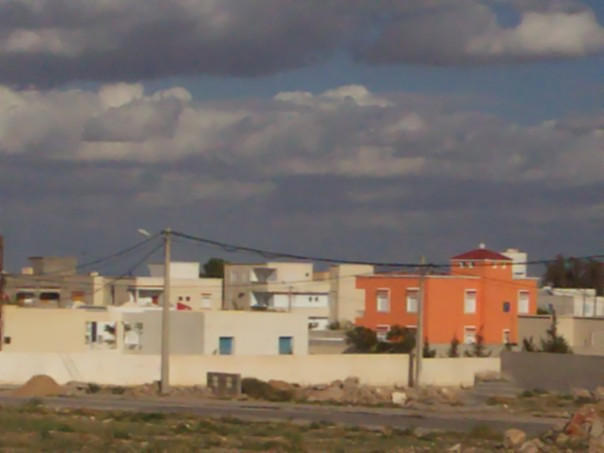
Quartier pavillonnaire.
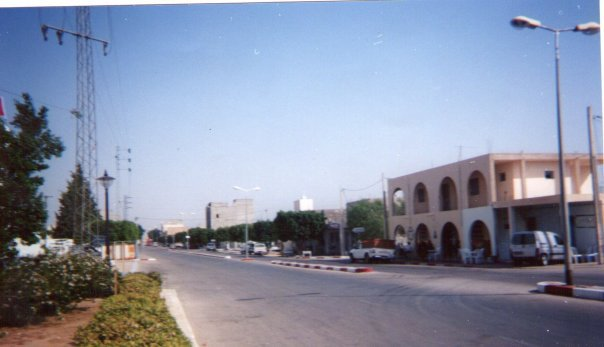
Avenue principale.